# Carl Bloch
Carl Heinrich Bloch (Copenhague, 23 de mayo de 1834-ibídem, 22 de febrero de 1890) fue un pintor danés, cuyas obras frecuentemente introducían temáticas de fe cristiana.

## Biografía
Nació en Copenhague y estudió con Wilhelm Marstrand en la Real Academia Danesa de Arte (Det Danske Kongelige Kunstakademi en danés). Sus padres, Jørgen Peter Bloch e Ida Emilie Ulrikke Henriette Weittzmann, querían que su hijo tuviera una profesión respetable —un oficial de la marina de guerra—. Sin embargo, esto no era lo que quería Carl. Su interés yacía en el dibujo y la pintura, y estaba consumido por la idea de convertirse en un artista.
Más tarde se fue a Italia para estudiar arte, y pasó por los Países Bajos, donde entró en contacto con la obra de Rembrandt, que ejerció una gran influencia en él. Conoció a su esposa, Alma Trepka, en Roma, y se casaron el 31 de mayo de 1868. Se mantuvieron casados hasta el día de la muerte de su esposa, en enero de 1886.

## Trabajos

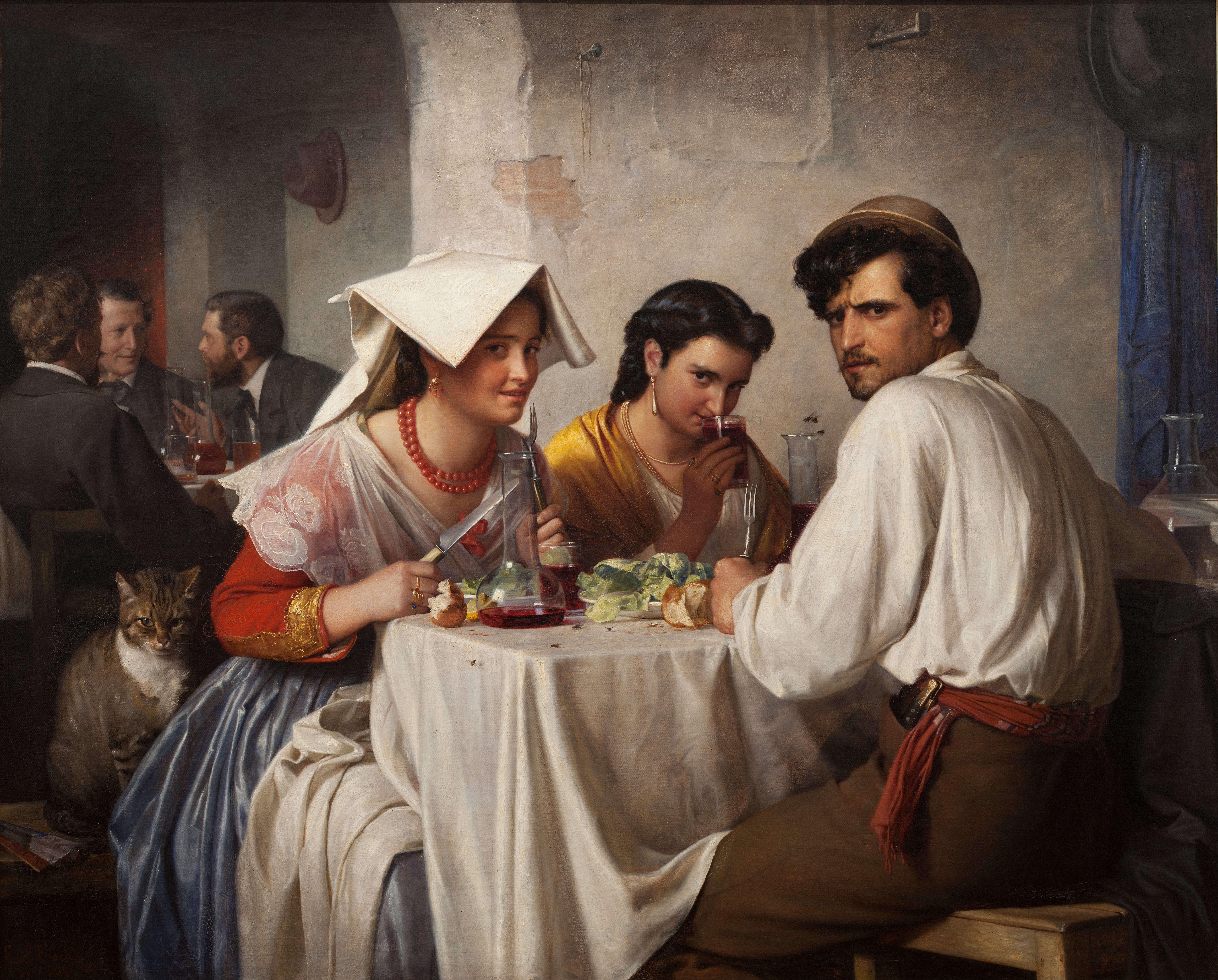
En una hostería romana (1866).

Sus primeros trabajos presentaban escenas rurales de la vida cotidiana. De 1859 a 1866, vivió en Italia, y este período fue importante para el desarrollo de su estilo histórico.
Su primer gran éxito llegó con una exposición en Copenhague en 1865. Después de la muerte de Marstrand, él fue el encargado de terminar la decoración de la sala de ceremonias de la Universidad de Copenhague. El dolor por la pérdida de su mujer pesaba sobre Bloch, y quedarse solo con sus ocho hijos después de su muerte fue muy difícil para él. Durante el Año Nuevo de 1866, el autor H.C. Andersen lo animó con una carta en la que le escribía: «¡Lo que Dios ha fundado sobre la roca no será movido!». Andersen, en otra carta, escribió: «A través de tu arte, agrega un nuevo paso a tu escalera de Jacob, en la inmortalidad».

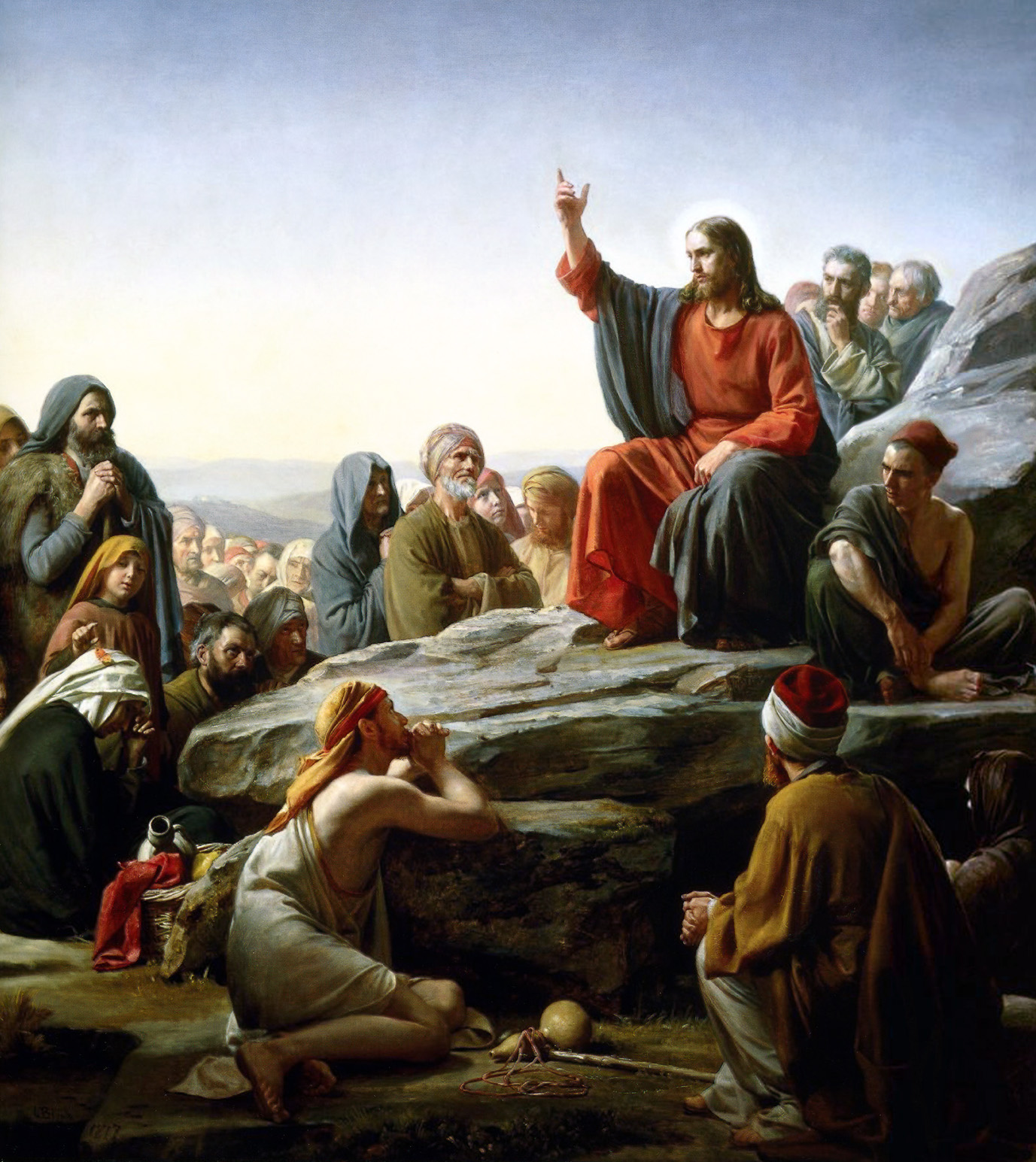
El Sermón de la Montaña, de 1877.

Posteriormente, Bloch se encargó de producir 23 pinturas para la capilla del castillo de Frederiksborg. Todas ellas trataban escenas de la vida de Jesucristo, que en la época moderna se fueron convirtiendo en obras muy populares para ilustrar los evangelios. Los originales, pintados entre 1865 y 1879, se encuentran todavía en el castillo de Frederiksborg. Los retablos se pueden encontrar en Holbaek, Odense, Ugerloese y Copenhague en Dinamarca, así como en Loederup, Hoerup y Landskrona en Suecia.
Con la asistencia del artista danés Soren Edsberg, la adquisición del cuadro Cristo sanador en la piscina de Betesda, antes en Dinamarca, se adquirió para el Museo de Arte de la Universidad Brigham Young, Provo (Utah, Estados Unidos).
Murió de cáncer el 22 de febrero de 1890. Su muerte fue «un golpe brusco para el arte nórdico», según un artículo de Sophus Michaelis, quien a su muerte declaró: «Dinamarca ha perdido el artista que indudablemente era el más grande entre los vivos».

## Galería

Carl Heinrich Bloch - Escenas de la vida de Jesucristo
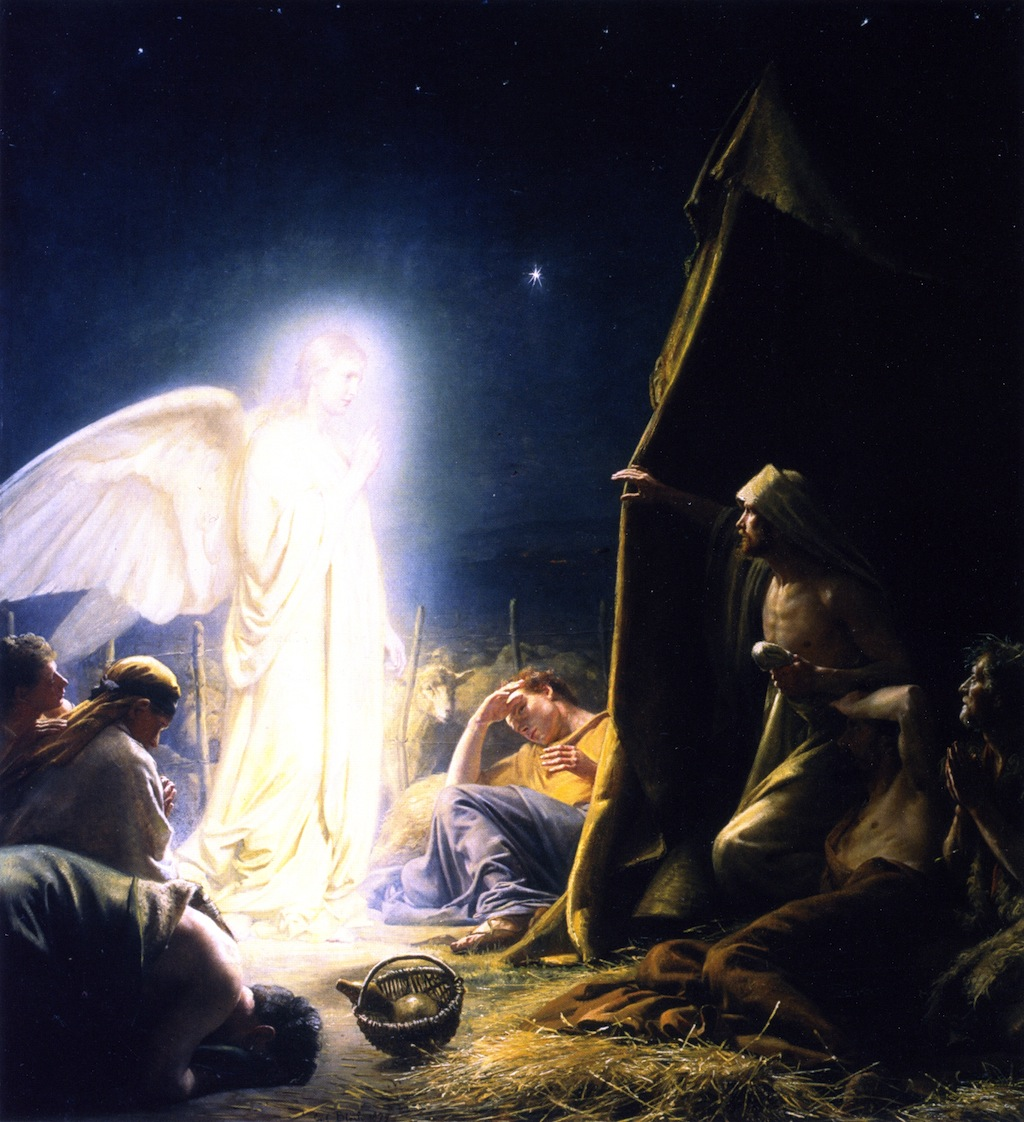
Los pastores y el ángel
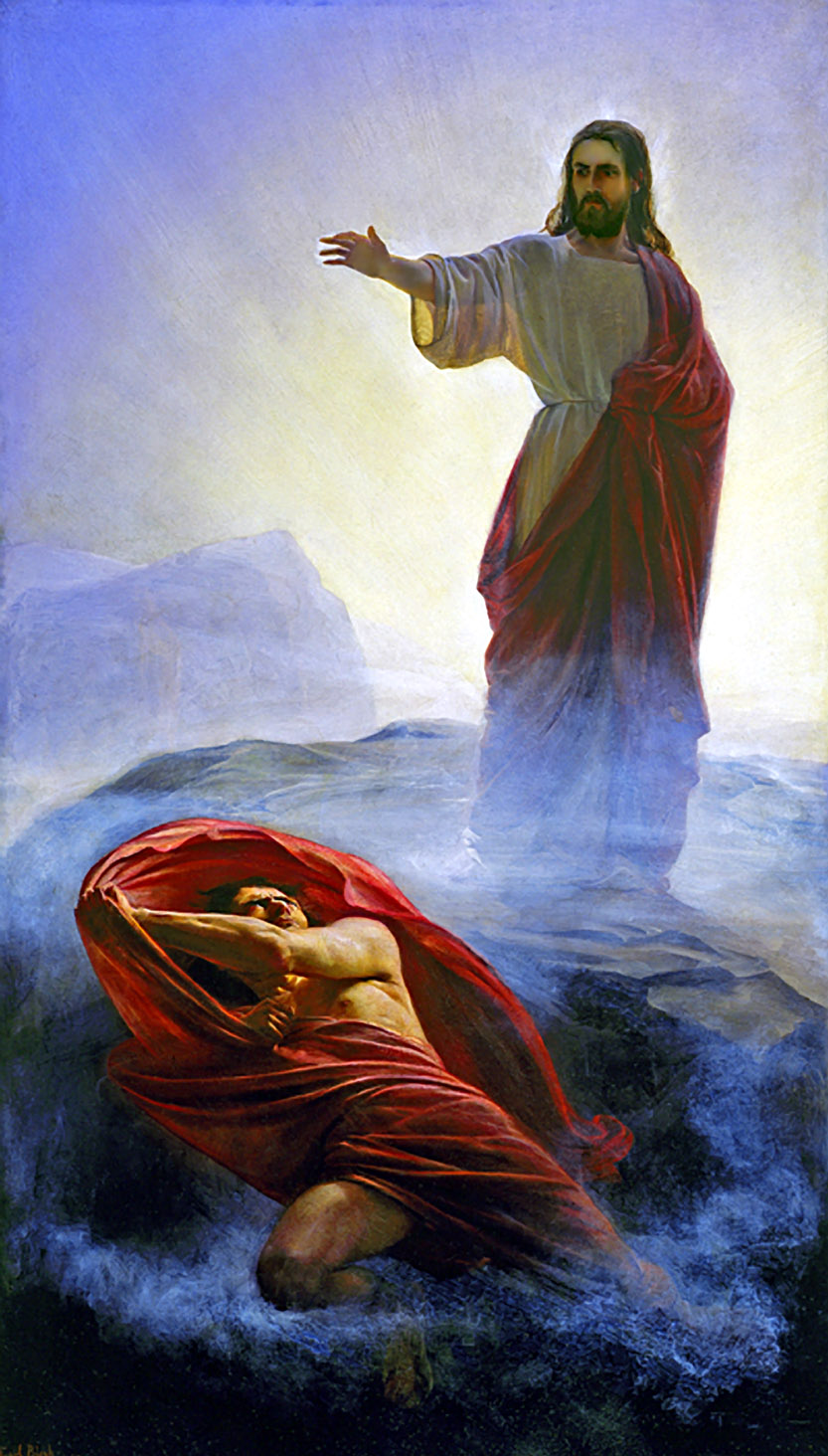
La tentación de Jesús
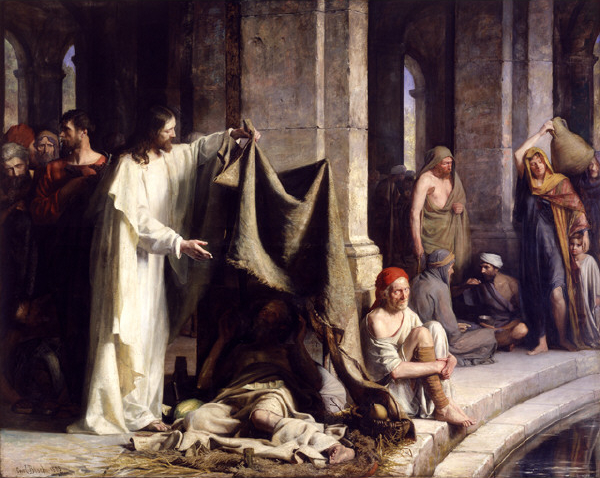
Cristo curando en la piscina de Betesda
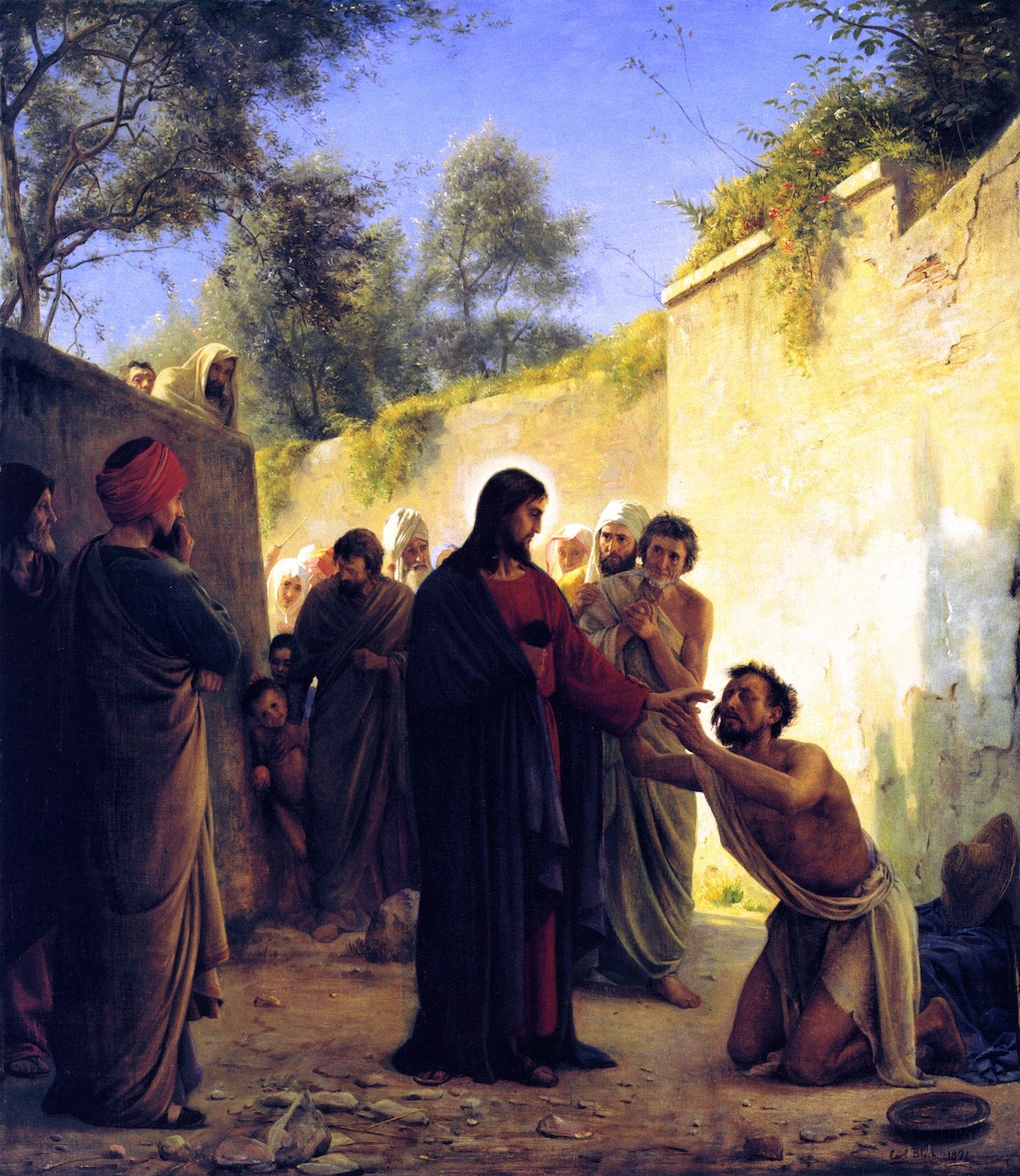
Jesús curando a un ciego
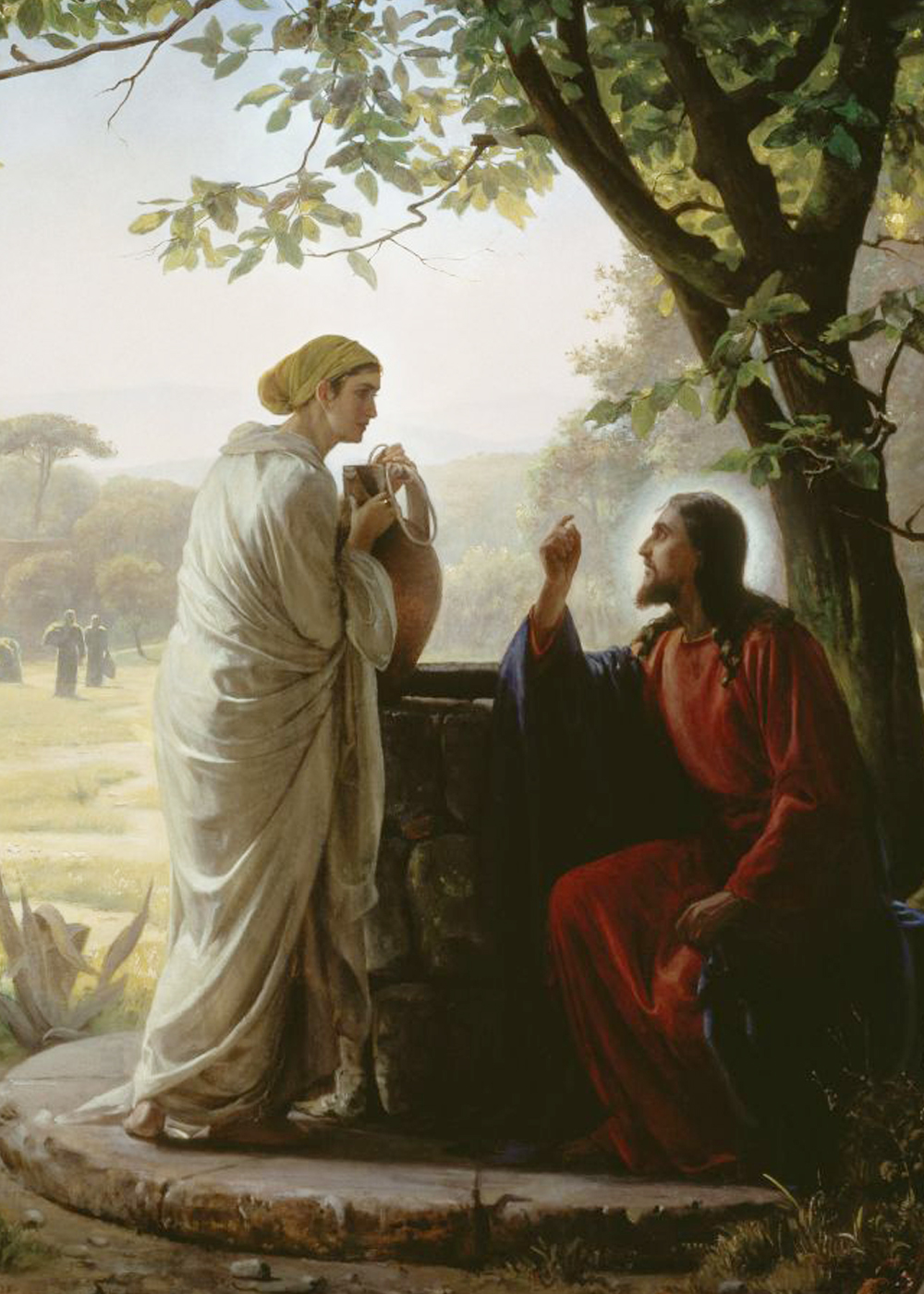
Jesús y la samaritana
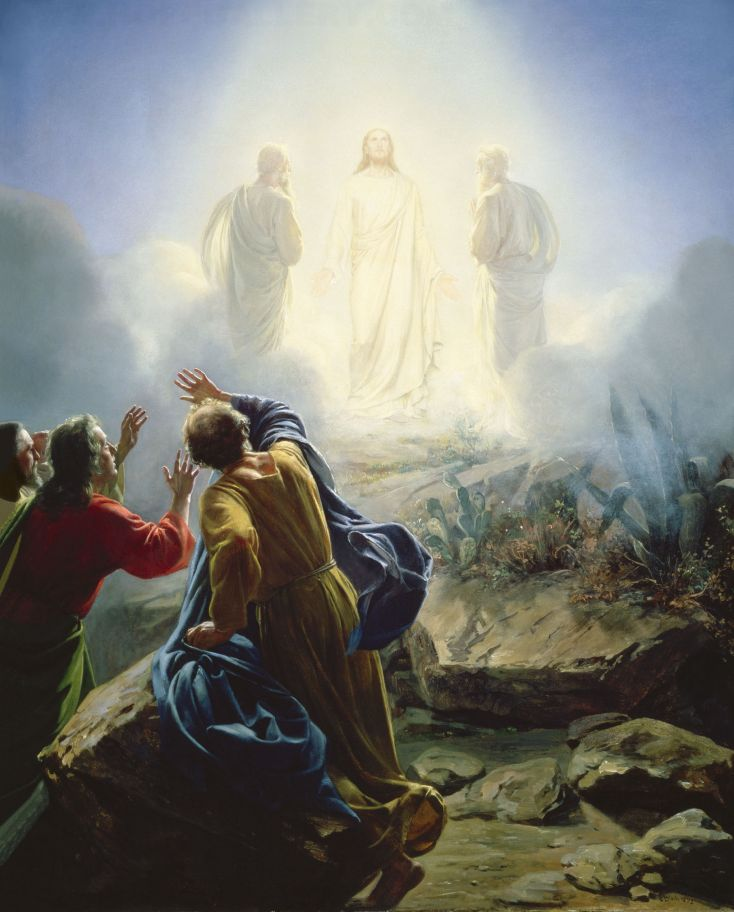
Transfiguración de Jesús
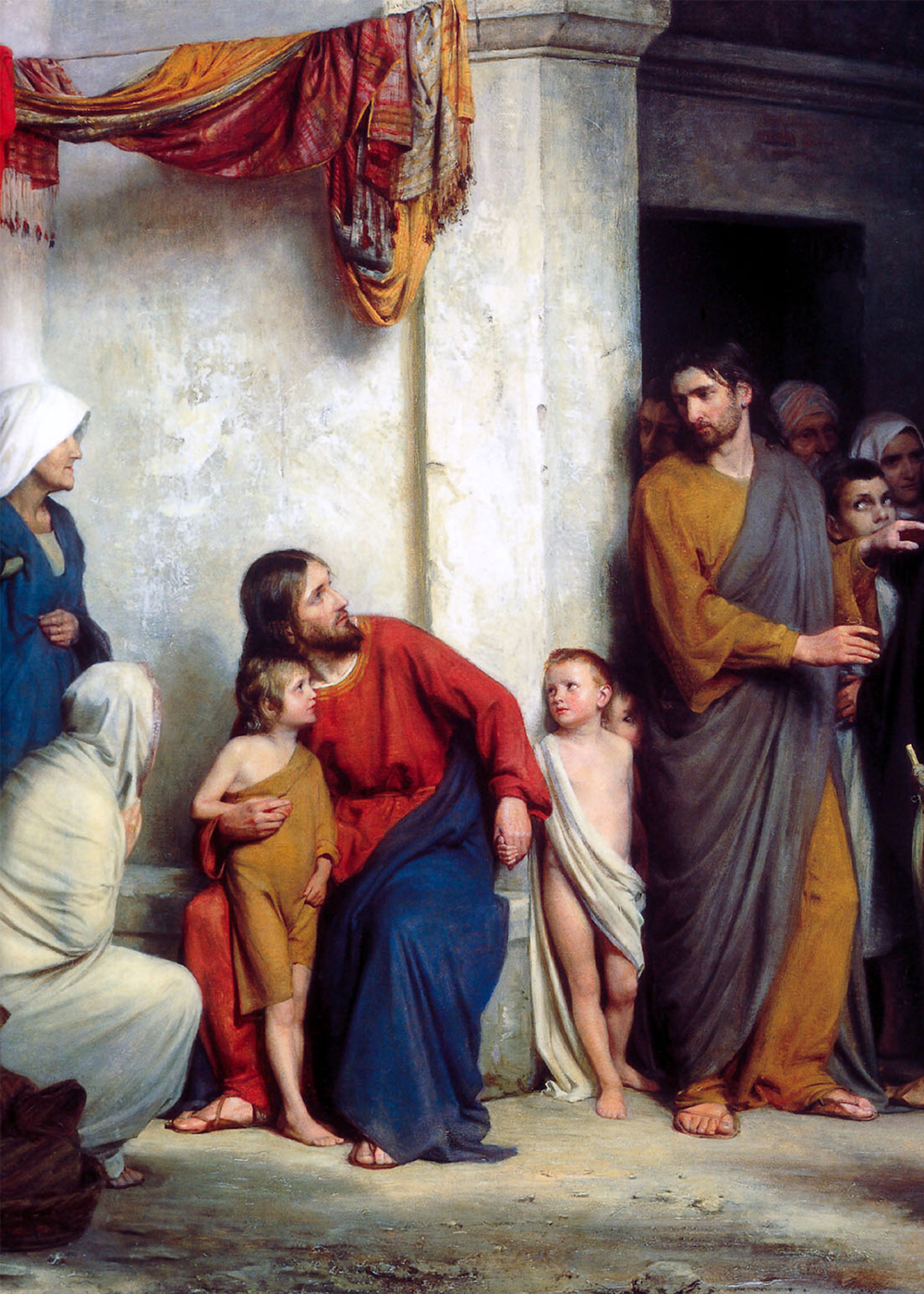
Jesús y los niños
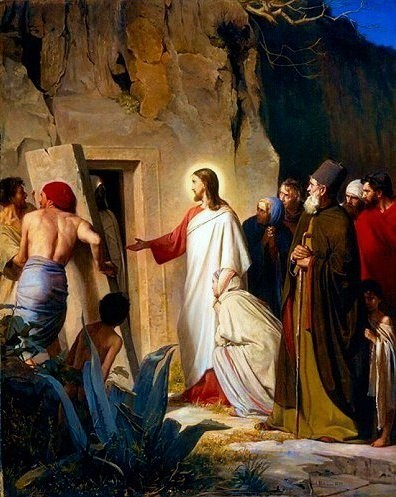
La resurrección de Lázaro
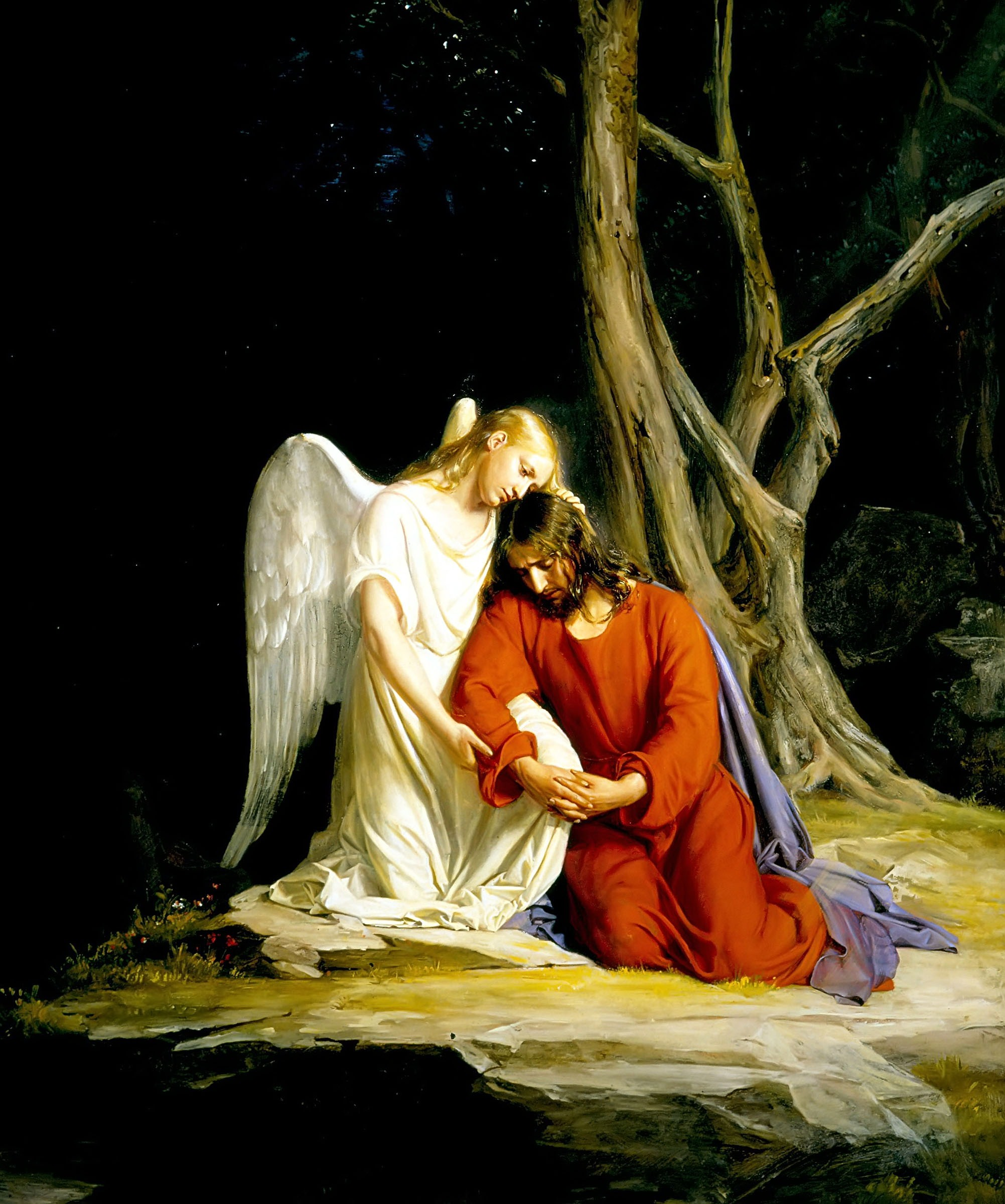
Getsemaní
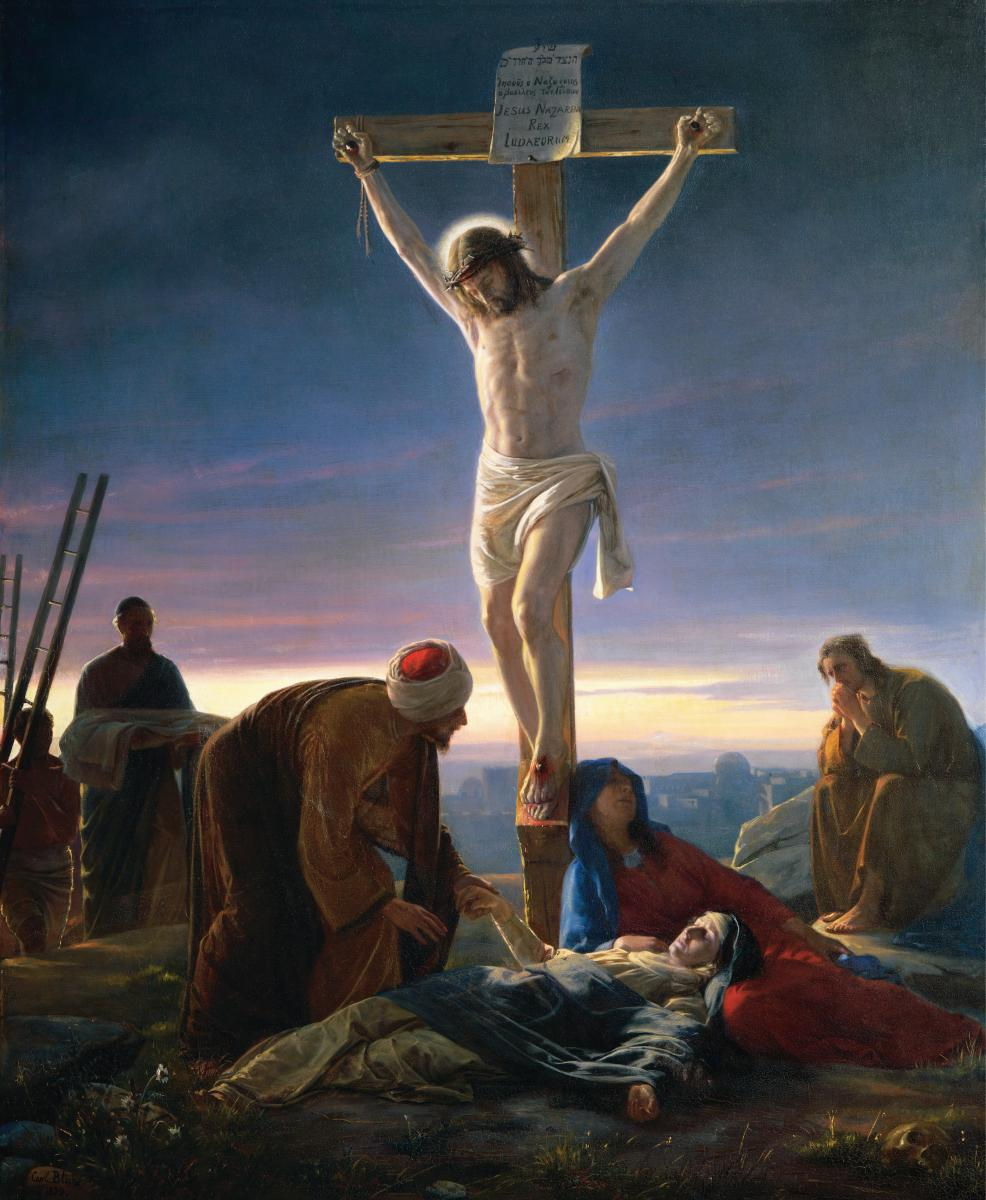
Cristo en la Cruz
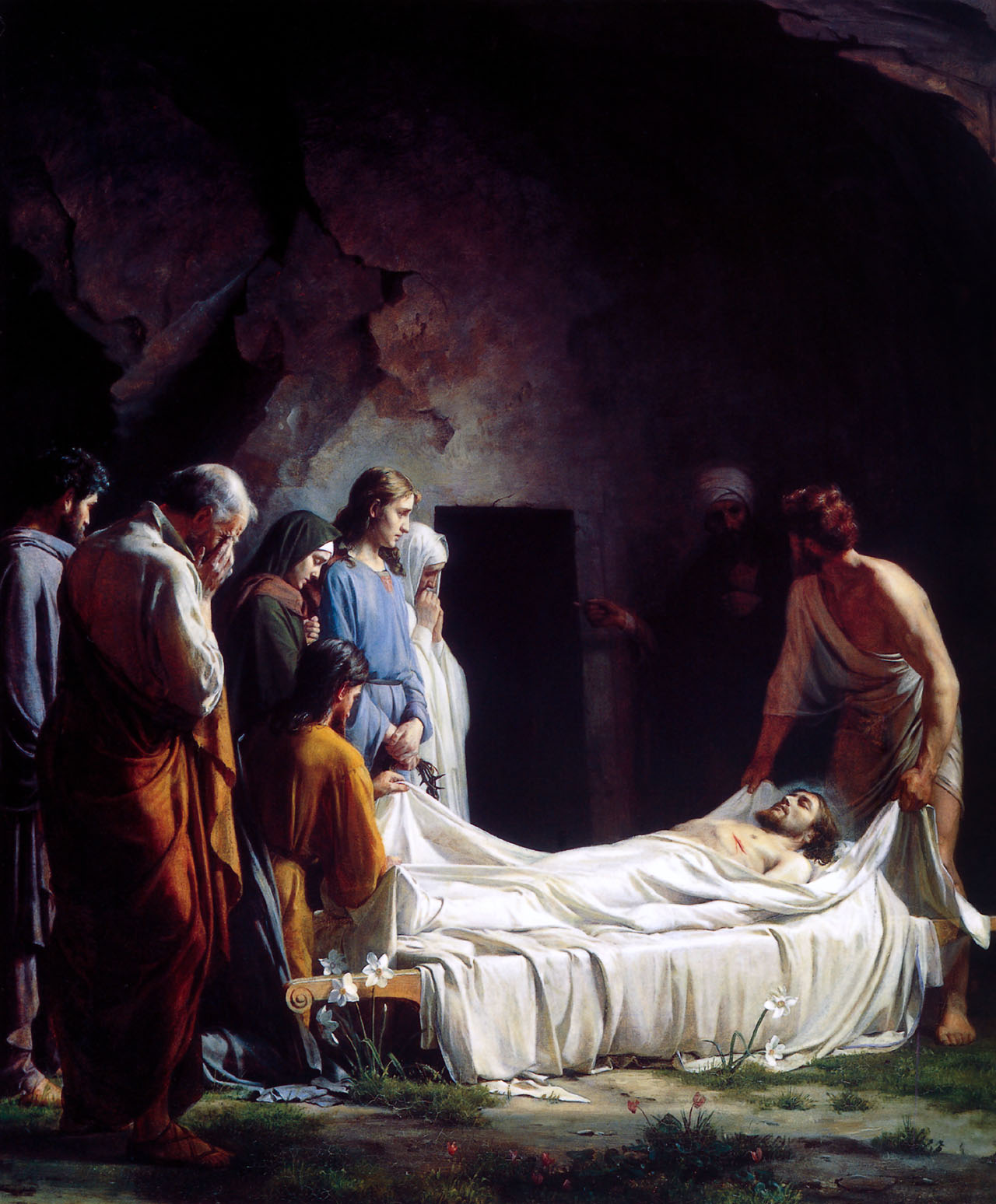
Entierro de Cristo
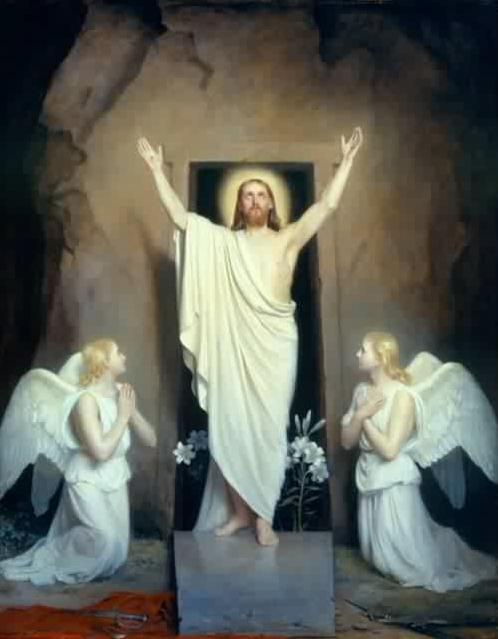
La Resurrección de Cristo